# Bührenberg
Bührenberg är ett berg i Antarktis. Det ligger i Östantarktis. Nya Zeeland gör anspråk på området. Toppen på Bührenberg är 1 366 meter över havet. Bührenberg ingår i Morozumi Range.
Terrängen runt Bührenberg är varierad. Trakten är obefolkad. Det finns inga samhällen i närheten. 